# ABBA Gold: Greatest Hits
ABBA Gold er et opsamlingsalbum fra den svenske gruppe ABBA. Albummet blev første gang udgivet i 1992, men er blevet genudgivet jævnligt siden. 

## Spor
1. Dancing Queen
2. Knowing you, Knowing me
3. Take A Chance On Me
4. Mamma Mia
5. Lay All Your Love On Me
6. Super Trouper
7. I Have A Dream
8. The Winner Takes It All
9. Money, Money, Money
10. SOS
11. Chiquitita
12. Fernando
13. Voulez-Vous
14. Gimme! Gimme! Gimme! (A Man After Midnight)
15. Does Your Mother Know
16. One Of Us
17. The Name Of The Game
18. Thank You For The Music
19. Waterloo